# Erdenebatyn Bekhbayar
Erdenebatyn Bekhbayar (en mongol : Эрдэнэбатын Бэхбаяр, né le 13 août 1992 à Oulan-Bator) est un lutteur mongol, spécialiste de lutte libre.
Il remporte deux médailles de bronze dans la catégorie des moins de 57 kg lors des Championnats du monde en 2015 et 2017 et remporte la médaille d'or des Championnats d'Asie de lutte 2015 dans cette même catégorie.
Il remporte le titre des moins de 57 kg lors des Jeux asiatiques de 2018 à Jakarta.